# Sherwin B. Nuland

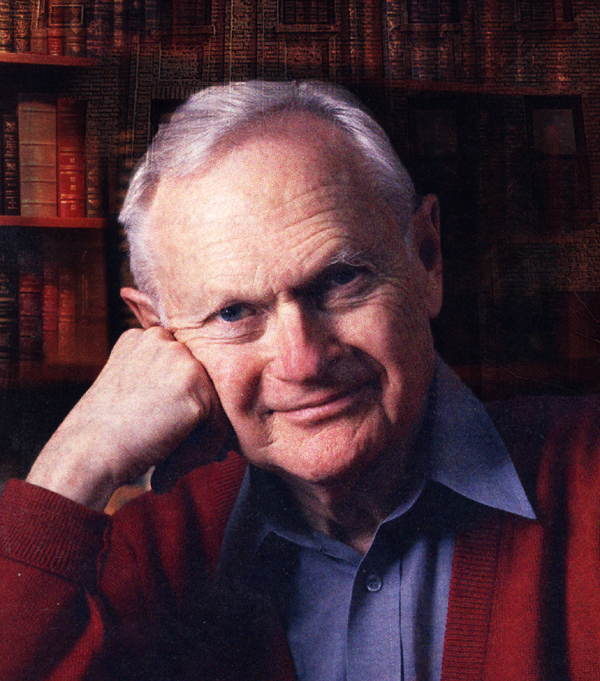
Sherwin B. Nuland (2010)

Sherwin Bernard Nuland (* 8. Dezember 1930 in New York als Shepsel Ber Nudelman; † 3. März 2014 in Hamden, Connecticut) war ein US-amerikanischer Arzt, Chirurg, Professor für Medizingeschichte an der Yale University (School of Medicine) und Sachbuchautor.

## Leben
Sherwin B. Nuland (ursprünglich: Shepsel Ber Nudelman) wurde 1930 in der Bronx, New York City als jüngster der drei Söhne des jüdischen Immigranten Meyer Nudelman und dessen Frau Vitsche geboren.
Die Eltern waren Anfang des 20. Jahrhunderts aus Bessarabien, das zu dieser Zeit zu Russland gehörte, in die USA eingewandert.
Im Oktober 1947 ließen Sherwin und sein älterer Bruder Harvey ihre Namen offiziell in „Nuland“ ändern. Er wuchs mit einer traditionellen orthodoxen jüdischen Erziehung auf.
Nach seinem Abschluss an der Bronx High School of Science studierte Nuland Medizin, zunächst an der New York University, dann an der Yale School of Medicine. Ab 1962 praktizierte und lehrte er am Yale-New Haven Hospital (YNHH) in New Haven. In dieser Zeit verfasste er bereits Sachbücher (Doctors: The Biography of Medicine, 1988). Ab 1992 wandte er sich ganz dem literarischen Schaffen zu.
Nuland lebte mit seiner zweiten Frau Sarah (geb. Peterson) in Connecticut. Er ist Vater von vier Kindern. Eine Tochter ist die Diplomatin Victoria Nuland.
Nuland war Mitglied bei der amerikanischen Skeptics Society, einer Gesellschaft, die sich für wissenschaftliches und skeptisches Denken einsetzt.

## Bedeutung
Der Autor von Wie wir sterben erklärte einer breiten Öffentlichkeit, was auch in den 90ern kaum jemand über das Ende des Lebens weiß. Er schreibt gegen die oft anzutreffende Mythologisierung des Sterbens, indem er sachlich auf die Trivialität und Normalität einiger Vorgänge beim Sterben hinweist. Er berücksichtigt dabei immer die Persönlichkeit und Würde der Patienten – auch wenn das Sterben, nach seiner Ansicht, zu oft ohne Würde stattfindet. Nuland schreibt über die verschiedenen Todesarten und das Sterben bei Herzinfarkt, Krebs, Schlaganfall und Alzheimer.

## Schriften
- Wie wir sterben. Ein Ende in Würde? Aus dem Amerikanischen von Enrico Heinemann und Bernhard Tiffert. Kindler Verlag, München 1994, (Taschenbuch: Droemer Knaur, München 1996, ISBN 3-426-77237-X, und ebenda 2007) Originalausgabe: How We Die. Reflections on Life’s Final Chapter. Alfred A. Knopf, New York 1994 – Preisträger in der Kategorie Sachbuch (Nonfiction) des US-National Book Award.
- Wie wir leben. Das Wunder des menschlichen Organismus. Übers. Sebastian Vogel. Kindler, München 1997, ISBN 3-463-40321-8, S. 47.
- Ignaz Semmelweis. Arzt und großer Entdecker. Piper, München 2006, ISBN 3-492-04825-0.
- Die Kunst zu altern. Weisheit und Würde der späten Jahre. Werner Roller, Übersetzung. DVA. München 2007, ISBN 978-3-421-05932-1. Englisch: The Art of Aging: A Doctor’s Prescription for Well-Being. Vintage Books, 2007, ISBN 978-1-4000-6477-9.
- Leonardo da Vinci (= Biographische Passionen.) Aus dem Englischen von Jürgen Charnitzky. Claassen, München 2002, ISBN 3-546-00260-1. Originaltitel: Leonardo Da Vinci (= Penguin lives series.) Viking Penguin, New York 2000, ISBN=0-14-303510-X.

Nicht ins Deutsche übersetzte Titel:
- Doctor’s: The Biography of Medicine.
- The Wisdom of the Body.
- The Mysteries Within.
- The Doctors’ Plague.
- Maimonides (Jewish Encounters).
- Lost in America: A Journey with My Father. 2003.